# Yeah
Yeah [jeə] stammt aus dem Englischen und ist dort heute die umgangssprachliche (Slang-)Version von yes (ja). Erste altenglische Belege (westsächsisch gea und anglisch ge) führten zu dem ursprünglich yea buchstabierten Wort mit der Aussprache [jɛi].  Dieses Wort ist durchaus kein Slang, beispielsweise ist es im britischen Unterhaus für zustimmende Ausrufe traditionell noch in Gebrauch. Die Schreibweise yeah ist zum ersten Mal 1905 belegt. Durch die globale Verbreitung von Anglizismen wird yeah heute in vielen Sprachen verstanden und auch verwendet.
Eine frühe literarische Verwendung fand das Wort in dem Beatles-Titel She loves you (1963). Paul McCartneys Vater soll noch auf ein Ersetzen des darin vorkommenden yeah yeah yeah durch yes yes yes gedrungen haben, das ihm würdiger erschien. Dieser Song hat erheblich zur Popularisierung des Wortes beigetragen. Yeah ist seither ein häufiges Füllsel in Texten der angloamerikanischen Pop- und Rockmusik, in Frankreich wurde das Wort namensgebend für das Genre Yéyé, unter dem die beatorientierte französische Popmusik der 1960er Jahre zusammengefasst wird.
Für Walter Ulbricht war das Yeah der Beatles ein Paradebeispiel für westliche Beatmusik: Ist es denn wirklich so, dass wir jeden Dreck, der vom Westen kommt, nu kopieren müssen? Ich denke, Genossen, mit der Monotonie des Je-Je-Je, und wie das alles heißt, ja, sollte man doch Schluss machen. (1965 Ankündigung des Verbots westlicher Beatmusik auf dem XI. Plenum des ZK der SED anspielend auf das Yeah Yeah Yeah der Beatles, das auch den Titel des ersten Beatles-Filmes darstellte.)
Am 18. September 2009 wurde der Ruf „Yeah“ bei einem Flashmob am Rande einer Rede von Bundeskanzlerin Angela Merkel in Hamburg verwendet, als alle Aussagen der Rednerin mit einem „Yeah“ aus der Gruppe begleitet wurden. Auslöser war die per Filzstift vorgenommene Ergänzung eines Hamburger CDU-Wahlplakates „Die Kanzlerin kommt“ mit der Aufschrift: «und Alle so: „Yeaahh“».

## Nachweise
1. ↑  Cem Basman. Und alle so: Yeaahh – Der Flashmob in Hamburg, Blog-Beitrag in: Sprechblase, 18. September 2009.
2. ↑  Ole Reißmann. Flashmob trifft Kanzlerin. Merkel in Hamburg – und alle rufen „Yeaahh“. Spiegel Online 18. September 2009.
3. ↑  „Yeah“ – das letzte Mittel gegen Merkel in: Süddeutsche.de, 29. September 2009, online, abgerufen am 13. August 2011